# 東州派
東州派，或作東州集團，是东汉末年、三國時期地方勢力之一，盤據於巴蜀地區。益州牧劉焉為建立從屬自己的地方勢力，提拔東州士人及設立東州兵圑。
然而，劉焉在益州當地的作為，卻使得東州派與益州士人產生了強烈的矛盾。他重用東州及外來士人，又枉殺當地豪強，引發當初迎他入益州的賈龍不滿，與時任犍為太守的任歧共同舉兵反抗劉焉，為劉焉鎮壓。
劉焉死後，其子劉璋由益州士人趙韙推舉繼任其職，後因東州派與益州士人的矛盾不斷擴大，趙韙起而攻之。東州派清楚此為生死存亡之戰，奮力一搏，擊退趙韙，最後趙韙死於部將之手。東州派與益州士人的矛盾一直到劉備入蜀後才告一段落。